# Grad Hedel
Grad Hedel je bil grad in gospostvo severno od 's-Hertogenboscha na Meusu, je bil fevd Gelderskih in je črpal svoj pomen ne le zaradi svoje lege na mejah Gelderlanda, ampak tudi zaradi rečne cestnine, ki je bila povezana z gospostvom. Hedelski gospod je imel visoko in nižjo pravico sodstva ter prezbiterija. Upravo je v imenu gospoda opravljal glavar, ki je bil hkrati tudi grajski kaštelan in oskrbnik posesti, povezane z gospoščino.  

## Zgodovina
Gospod Viljem Cranendonški se v dokumentih iz leta 1327 že imenuje gospod Hedelski, leta 1336 je Viljemu gospodu Cranendonškem grof Reinald Gelderski  podelil v fevd grad in gospoščino Hedel kot odprti grad. Viljema je nasledil njegov brat Dirk (1342), še istega leta pa je posest podeljena njegovi sestri Ermgart, ženi Tomaža Sevenbornskega. 
Leta 1378 je Margareta Lippe-jska, najprej poročena z N. Cranendockom, od leta 1377 pa vdova Janeza Polanenskega, gospoda Leškega in Bredskega, kupila to gospoščino od svojega pastorka Janeza Cranendonškega, gospoda Sevenbornskega.  Domnevno je bil Janez Cranendonck, gospod Sevenbornski tisti, ki je leta 1378 prodal gospostvo njen sin iz prvega zakona. Leto kasneje je edini sin Margarete iz drugega zakona Oton Leški prejel v fevd od grofa Gelderskega grad Hedel do smrti svoje matere. Kot je znano, se je Oton Polanenski, bolj znan kot Oton Leški, okoli leta 1395 poročil s Sofijo, edino hčerko in domnevno dedinjo Friderika III., gospoda Berškega in Bilandtskega. Ker je Sofija umrla pred svojim očetom (1412), je osebna unija med Berškimi in Hedelom nastala šele po Otonovi smrti (1428), saj je Viljem Leški, edini otrok Otona in Sofije, imenoval leta 1416 svojega dedka Friderika za gospoda Berškega, leta 1428 pa je nasledil svojega očeta Otona kot gospod Hedelski.
Zveza obeh gospostev je trajala le kratek čas, saj je po smrti Viljema Leškega (1465) Hedel prešel na njegovega drugega sina Ludolfa, ki ga je leta 1499 nasledil tretji sin Adam.
Viljem je v svoji oporoki razdedinil svojega brata Osvalda, grofa Berškega, in za univerzalna dediča imenoval svoja sinova Viljema in Friderika Berška, ki sta leta 1513 umrla neporočena. Njegovo posest je podedoval njegov bratranec Osvald, grof Berški, edini sin njegovega brata Viljema, ki je tako ponovno združil gospostvo Hedel z Berg(h)om. Po Osvaldovi smrti se je grof Viljem kot najstarejši sin zastavil, vendar je po nekaj letih tudi Hedel postal predmet boja med njim in njegovim bratom Friderikom. Friderik je uspel izkoristiti zaplembo Viljemove posesti tako, da je zastavil gospoščino Hedel in se polastil gradu (1577), potem ko mu ga je leta 1572 že podelil Alva. Leta 1578 so njegovo posest potrdili Generalni stanovi, vendar je moral že leta 1580 zaradi nezaupanja oranskega princa ponovno zapustiti gospostvo. Vendar posesti ni mogel pridobiti tudi njegov brat Viljem. 
Po Friderikovi smrti je grad Hedel prišel v skupno last otrokom grofa Viljema, ki je umrl leta 1586, za katere je skrbela grofica Marija, njihova mati (1592). Ko so bili ti otroci leta 1598 polnoletni, je Hedel pripadel grofu Adolfu Berškemu. Ta je umrl leta 1609, ne da bi zapustil zakonite otroke tako, da ga je nasledil njegov najstarejši brat, grof Herman, v skladu s fevdnimi pravicami. Ta je Hedel takoj prepustil svojemu bratu grofu Henriku, dotedanjemu gospodu Stevensweertskemu in Spalbeeškemu. Po grofu Henriku (umrl leta 1638) je Hedel podedovala njegova hčerka iz prvega zakona, Marija Izabela Berška, markizinja Bergen op Zoom, grofica Berška in gospa baronica Hedelska, od leta 1630 žena Eitela Friedricha, grofa Hohenzollern-Hechingena. Grofica Izabela je grad preuredila v podeželsko posestvo. Od leta 1652 do 1654 se je ponovno veliko gradilo in širilo. Stavbe so bile zgrajene na zunanjem oboru ali »neerhuizinge«, ki bo sčasoma preživel grad. Slednjega pa leta 1671 njena edina hčerka Henriëtte Françoise Berška Hohenzollern, poročena s Frédéricom Mavricijem Tour d'Auvergne. Ta je leta 1698 Hedel prodal svojemu drossaardu Godefroyju Frideriku Pollškem. Ta nakup so izpodbijali Generalni stanovi Gederlanda, ga razglasili za neveljavnega.  Kljub številnim protestom kupca je Stanovom uspelo uresničiti svoj načrt o priključitvi te pomembne posesti k domeni. Gospoščina in grad sta ostala več kot sto let pod upravo Gelderskih posesti.
Gospoščina pa ni ohranila arhiva, ki ga Pollški ni nikoli izročil in je izginil brez sledu. Od leta 1699 je bilo gospostvo  Hedel del gelderlandskih domen in je spadal v geldersko računsko zbornico. Leta 1802 je grad kupila katoliška skupnost.

## Prenašanje lastništva med člani rodbine Berških
Hedel se je v družini grofov Berških prenašal na naslednji način:
- Leta 1465 je gospostvo podedoval Ludolf Berški, drugi sin Viljema II. Berškega. Njegov najstarejši brat, gospod, kasnejši grof Osvald I., je podedoval vse Berške posesti, vendar je njegov oče naredil izjemo za Hedela in določil, da to gospostvo dobi Ludolf.
- Leta 1499 je Adam Berški, najmlajši sin gospoda Viljema II., podedoval Hedel po svojem bratu Ludolfu. Njun oče je to določil v primeru, da bo Adam še vedno živ, ko bo Ludolf umrl.
- Od Adama sta Hedel podedovala njegova bratranca - sinova grofa Osvalda - Viljem in Friderik. Grof Osvald I. je bil dejanski dedič, vendar je Adam svojega najstarejšega brata razdedinil. Glede na fevdni register Gelderlanda je bil Friderik tisti, ki je prevzel Hedel.
- Friderik je leta 1513 umrl neporočen. Njegov bratranec Osvald II. Berški, edini sin njegovega brata Viljema, ki je umrl leta 1511, je nato podedoval gospostvo. To je vrnilo Hedel v posest vladajočega grofa Berškega.
- Po smrti grofa Osvalda II. leta 1546 je Hedel prešel k njegovemu sinu Viljemu IV. Berškemu, ki je bil takrat star le devet let. Po izbruhu osemdesetletne vojne leta 1568 se je grof Viljem IV. pridružil svojemu svaku Viljemu Oranskemu v boju proti Špancem. Zasegli so njegovo posest, nakar je z Viljemom Oranskim pobegnil v Nemčijo. Njegov brat Friderik, ki ni bil zadovoljen z delitvijo očetove dediščine, je takrat videl svojo priložnost. S podporo španskega guvernerja, vojvode Alve in generalnih stanov je prevzel Hedel (in Boxmeer ). Toda leta 1580 se je moral spet odpovedati Hedelu in Boxmeerju, vendar ju Viljem IV. ni mogel prevzeti v posest. Negotovost glede lastništva je ostala tudi po smrti Viljema IV. leta 1586.
- Šele po Friderikovi smrti leta 1592 se je Hedel vrnil v Berške roke. Friderik je gospostvo zapustil preživelim otrokom Viljema IV. Od šestnajstih jih je bilo ob Friderikovi smrti deset še živih. Šele po smrti njune matere Marije Nassauske leta 1599 je bil Hedel dodeljen enemu od njih, in sicer Adolfu Berškemu.
- Grof Adolf je leta 1609 umrl, ne da bi zapustil dediče, tako da ga je kot gospod Hedela nasledil njegov najstarejši brat Herman.
- Grof Herman je Hedel takoj odstopil svojemu bratu Henriku, gospodu Stevensweerta in Spalbeeka.
- Ko je grof Hendrik leta 1638 umrl, je Hedel prevzela njegova hčerka Marija Elizabeta Berška, markiza Bergen op Zoom-a.
- Ko je leta 1671 umrla markiza Marija Elizabeta, je gospoščino podedovala njena hči Henriëtta Frančiška Hohenzollern-Hechingenska. Vendar pa zaradi njene poroke leta 1662 s Friderikom Mavricijem la Tour d'Auvergne-škim ni bila več Berška. Leta 1698 sta z možem prodala Hedel njegovemu sodnemu izvršitelju Godefroju Frideriku Poll-skemu, vendar so deželni stanovi Gelderlanda to prodajo razglasili za neveljavno. Hedel je nato postal del Gelderlandske posesti in ga je upravljalo računsko sodišče Gelderlanda. Sodni izvršitelj Poll-ski je zadržal Hedelov arhiv. Potem pa je izginil brez sledu.